# Избор
 Тази статия е за психологическия термин.  За процедурата вижте Избори.  
Изборът е психологично решение, след преценката на множество опции и избор на една или повече от тях. Изборът може да бъде направен между въображаеми възможности („какво ще правя, ако ...?“) Изборът може да е направен между реалните възможности и е последван от съответното действие. Например маршрут за пътуване може да бъде избран на базата на предпочитанията за пристигане в дадената дестинация възможно най-бързо. След това се преценява (и следователно избира) маршрутът като се включва допълнителна информация, т.е.. колко отнема всеки един от възможните пътища, трафика по него и т.н. Ако изборът на път включва по-сложни аргументи, то тогава се получава и по-голямо преплитане на познание, инстинкт и чувства.
Простите решения биха могли да включват какво да ядем за вечеря или какво да облечем в събота сутрин, това са избори които имат относително слабо въздействие върху живота ни като цяло. По-сложните решения биха могат да включват това за кого ще гласуваме на избори, каква професия да преследваме, какъв партньор в живота да изберем, и т.н., опции които множество последствия и силно влияние на живота ни.
Повечето хора смятат възможността за избор като нещо добро, макар и силно ограничените или изкуствено ограничените избори могат да доведат до дискомфорт с избирането и вероятно, незадоволителен резултат. За разлика от това положение, избор от прекалено много възможности може да доведе до объркване, съжаление за алтернативите които не са избрани, и безразличие водещо до неструктурирано съществуване. Илюзията, че изборът на обект или дадена посока водят непременно до контролиране (управление, владеене) на този обект или посока, могат да доведат до психологически проблеми.

## Видове избори
Има четири основни типа решения, въпреки че те може да се категоризират по различни начини. Брайън Трейси ги разделя на:
1. Управленски решения, които могат да бъдат направени само от вас, като като управител или собственик на фирмата.
2. Делегирани решения, които могат да бъдат направени от всеки, като цвят на градинска барака, и могат да бъдат делегирани, както трябва да бъде взето решение, но изборът е маловажен.
3. Избегващи решения, когато резултатът може да бъде толкова тежък, че не трябва да се направи избор, тъй като последиците могат да бъдат невъзстановими ако се направи грешен избор. Това най-вероятно ще доведе до негативни последствия, например смърт.
4. Очевидните решения, където изборът е толкова очевиден, че съществува само един разумен избор.
5. Съвместните решения, което трябва да се направи след консултация и със съгласието на другите. Съвместно вземане на решения направиха революция в безопасността на въздушния трафик, като не се разчита само на капитана, а се взимат предвид и мненията на другите членове на екипажа.